# 木野真琴
木野真琴（Sailor Jupiter），是由武內直子創作的著名日本動漫《美少女戰士》女主角之一。真琴作為水手服戰士身分以保護太陽系免受邪惡力量的侵害。
木野真琴於系列中是月野兔發現的第三名水手服戰士，由於她是代表著太陽系最大的行星，因此《美少女戰士》作者—武內直子亦賦予她高挑身形及強壯體格的角色定位。力大無窮的她在還沒有變身的情況下，能直接抬起敵人然後將其拋出去，或者近身的格鬥攻擊都能直接將敵人打傷。在漫畫和動畫系列中，她的夢想是成為一位賢淑的家庭主婦，而且擁有一間屬於自己的花店或蛋糕店，可以和心愛的人一同打理。她擁有的力量與電力、風暴和植物有關。
除了《美少女戰士》系列的主體故事外，真琴也有自己的短篇漫畫—《真琴的憂鬱》。作為美少女戰士2015年週年慶祝的一部分，Niconico動畫舉辦了一場特別的直播活動，由新版動畫《美少女戰士Crystal》的聲優配音員朗讀了本篇漫畫，並扮演了各自的角色。有一些關於真琴的角色歌曲經已發佈，包括三款不同內容的單曲CD。當中包括—《Kiss the Starlight》、《Cherry Pie》及《Don't Look Back》。
日本動畫版的日語配音員是篠原惠美（1990年代版本），真人版的演員為安座間美優，《美少女戰士Crystal》的是小清水亞美。而小清水亞美另一為人熟識的配音角色，就是電子遊戲拳皇XI及以後版本的不知火舞。篠原於2024年9月8日獲所屬事務所證實因病與世長辭，終年61歲。

## 人物性格
木野真琴強勢而獨立的個性是以她不尋常的身高（1.77米／5′8″）來作出暗示。她在系列中第一次出現時非常高挑，雖然她的相對身高在大多數歐洲人裡並不罕見，但在日文原版中獲得相當的注意（雖然這種特質在英語翻譯中被淡化）。真琴的體型非常健碩，事實上有傳言指她由於在學校打架而遭學校開除，後來轉校到月野兔及水野亞美就讀的十番中學。由於她的身高問題，校務部無法為她找到合適的尺碼，因此准許她穿著舊校服。但由於她的校服與其他人不同，這使她更為突出；她有一頭捲髮，配合著她穿著的長裙，這是在該系列創作時，對一個硬朗或違法傾向女孩常見的視覺線索。然而，她跟那些違法傾向的女孩不同，她的捲髮是自然而成的。儘管她外表堅強，但她非常溫柔。她總是戴著粉紅色玫瑰耳環及用於綑綁馬尾的綠色髮帶。
木野真琴是系列的眾多版本中最穩定的角色之一，真琴總是被同時描繪成四名水手服戰士中最男性化和最女性化的角色。她最熱切的心願是結婚及擁有一家蛋糕店和花店。升上高中後，她參加了烹飪和園藝學會。
木野真琴前世是守護倩妮迪公主的戰士，覺醒後變身為代表勇氣和力量的Sailor Jupiter。 能夠同時控制雷電、風暴、植物之力的她在戰鬥中勇猛異常。在漫畫版和新版動畫《美少女戰士Crystal》中，被新倩妮迪女王賜予「保護的戰士」的稱號。於舊版動畫中，除了主角月野兔外，Sailor Jupiter亦是唯一一個能獨自消滅敵人的內部太陽系戰士。
真琴的性格其實非常和藹友善，和每一個人相處都很好，只是外表看似剛強而已，一般外人對她的誤解認為她好勇鬥狠，性格火爆，所以在學校裡沒有人敢跟她來往或交流，但她內心裡其實埋藏了一顆少女心。從新版或舊版的動畫中都可以看到她有一個毛病，就是一看到外表年輕俊朗的男生，就會說很像以前暗戀過的學長或男朋友，但漫畫跟動畫裡一直也沒有交待過真琴的暗戀對象外貌特徵是怎樣。在原著漫畫裡，真琴也是一提起戀愛或男朋友的話題，都會想起曾經暗戀過的學長，同時跟愛野美奈子一樣經常會做出一些花痴的可愛舉動。真琴一直以來都很孤獨，也對感情抱著消極的態度，而且一度以為自己是為了戰士力量的覺醒才會一直孤獨，但最終收穫了大家珍貴的友誼與溫暖，彼此互相鼓勵及保護著大家。就像在舊版動畫裡火野麗欺負月野兔的時候，真琴都會仗義執言，並且一直信任及支持阿兔。
而在動畫《美少女戰士Sailor Stars》第五集中，月野兔因被黑暗女王納莉尼亞女王施法，令阿兔沉醉於惡夢中，好讓阿兔不能還擊繼而將她殺死。真琴無論怎樣做都不能令阿兔甦醒過來，而且納莉尼亞女王不斷的進攻，令真琴不惜一切以身去擋住來保護著阿兔。經過一波又一波的攻擊，真琴終於支撐不住倒地在阿兔的身旁，而她戴上的玫瑰花耳環亦掉在地上，阿兔凝視著那隻玫瑰花耳環，令她回想起地場衛及自己最初要來的目的，最終令她清醒過來，而真琴亦不幸掉進納莉尼亞女王的惡夢裡。由此可見，真琴一直以來有著捨己為人，不惜犧牲自己都要保護朋友保衛著大家的心，而非外界對她所指的冷漠高傲，難與別人相處的說法。
真琴可以算是身懷絕技，不僅有著很好的武鬥技術，但同是又很擅長手工，烹飪技術來說更加是一流，跟她高挑及強壯的外表剛好相反，而且自己做的便當經常被阿兔吃掉，可見味道之好。不過她的家政才能被解釋為她刻意努力以克服自己的假小子的性格，在《美少女戰士真人版》中，她很喜歡去購物，但會避開「很女孩子的」東西（例如她在一個場景中購買籃球鞋）。她很會烹飪，也會整理自己的家。她還擅長跳舞，特別是溜冰。她堅持認為自己並非那麼女性化，當有人告訴她指她是這樣時，她似乎會感到驚訝和感動。
真琴這種雙重性格源於她自給自足的需要：小時候，她的父母於航空事故中身亡，自此她便需要照顧自己。她幾乎可以自給自足，但當飛機從她頭頂飛過時她會感到震驚。在動畫的改編中，真琴過著獨居生活。在《美少女戰士》中，真琴父母雙亡的事於第6集回憶中被告知，但至於他們如何身亡則沒有提及。
真琴至少有一名前男友，這是對子情節具重要性。她跟前輩的交往只是提及過一次或兩次。在動畫改編中，真琴是非常熱衷於男孩（潛在的浪漫關係）。《美少女戰士》是為何真琴覺得自己需要單身不能或缺的一部分。在每個版本中，都有提及成為她生活一部分的其他男性。真琴被古幡元基所吸引，特別是在動畫中，但只有在真人版中他們才會走得更近。直至到DVD特別篇尾段，二人訂婚了。

## 各方面及形式
木野真琴作為一個擁有不同的化身、力量、特殊的能力、變身及永恆延長壽命的角色，她擁有幾乎實質上跨越銀千年時代和30世紀這漫長的壽命，真琴隨着系列的進展而獲得多方面的身分及別名。 

### 木星公主
根據漫畫，在銀千年時代，Sailor Jupiter也是其所屬星球—木星的公主。她是有責任保護銀千年的倩妮迪公主的人之一。作為木星公主，她居於木衛一的城堡並穿着綠色的禮服 — 這種形式出現在原版漫畫及補充藝術中。武內直子曾經把她畫到拿拉達的懷抱中，但是在漫畫或第一部動畫改編中，他們之間沒有進一步的浪漫關連。然而，在《美少女戰士Crystal》中明確地指出Sailor Jupiter與拿拉達在月亮王國的時候已經相愛了。這也在《美少女戰士音樂劇》中出現，並隱含於《美少女戰士電子遊戲『另一個故事』》中。

### 水手服戰士
木野真琴的水手服戰士身分是Sailor Jupiter。她穿著的是綠色配粉紅色的水手服，戴著玫瑰花形狀的耳環和綠色繫帶靴子，其高度恰好是在腳踝上方。在漫畫和真人版中，她有一條帶有百花香（potpourri）小球的腰帶。她在各個系列中獲得了特定的頭銜，包括「保護性的水手服戰士」、「力大無比的木星（Herculean Jupiter）」、「雷電和勇氣的戰士」、「怪力木星」和「關愛的戰士」。雖然她某些技能在平常的時候不能使用，但她的性格跟平時並沒有分別。
在日語中，木星於日本神話中的主要元素是木，她的大部分攻擊特別地都是基於其次要力量，閃電，那是源於古羅馬神話中的眾神之王—朱比特。她是迄今為止體能最強的水手服戰士，她即使在滑冰時也能夠把一個成年男子高舉至頭頂，或阻止石柱掉下來。在早期的漫畫中，她的頭飾總是有一個短的天線，用作避雷針；這跟動畫中的角色相同，當她召喚雷電時，那天線僅向上延伸。然而它並不會於真人版系列中出現。
隨著她變得更加強及力量強大，Sailor Jupiter獲得額外的異能和力量，她的水手服戰士服的轉變也反映到這一點。第一個變化發生於漫畫的第37集中，當她獲得木星水晶，她的裝備變得類似於超級Sailor Moon，然而那時她還沒有獲得新的頭銜。類似的事件在動畫第143及154集發生，她被命名為超級Sailor Jupiter。僅限於第三輯漫畫的第42集，出現了一個類似於永恆Sailor Moon（有翅膀的）但未命名的狀態。在《劇場版美少女戰士Cosmos》中，木野真琴最終頭銜改變為永恆Sailor Jupiter，服飾上都有所改變。首先由額頭金色V形條冠冕（中間嵌橢圓綠寶石）改為星型寶石；粉紅色玫瑰耳環改為星星耳環；綠色項圈改為綢帶上裝飾有星星；由最初的白色三環束肩（超級形態有白色的薄紗束肩）改為淺綠色泡泡袖；手套由白色三環綠束邊手套（至手肘）改為至接近肩膊長度；胸前蝴蝶結由最初的圓形翠綠色寶石（超級形態變為愛心形）改為星星形態；白衣深綠色百褶短裙改為翠綠色雙層百褶裙；身後的蝴蝶結綁帶由最初的粉紅色（超級形態身後的蝴蝶結加長）改為淺綠色蝴蝶結加長形態；而最後鞋子由綠色的短靴（靴子上繫著白色的鞋帶）改為綠邊白色長靴（類似永恆Sailor Moon那種）。

## 特別技能與力量
木野真琴被描繪為一個異常強壯的少女，但是她跟其他水手服戰士一樣，她必須變身才能獲得她的異能。她必須透過拋起一個特殊裝置（變身筆、手鐲、變身棒或水晶）於空氣中，並喊出一個特殊的口號來變身，最初是「木星力量，變身！」。隨著她的力量變得更強大並獲得新的變身裝置，那口號就轉為「木星星光力量」、「木星行星力量」，或「木星水晶力量」。
在漫畫中，Sailor Jupiter的第一個攻擊名稱是「花朵旋風」，隨著的是召喚閃電的技能。這個重點很快放在她的電力技能上，而這些都是該系列中所有版本的標準。她在第一輯故事與第二輯大部分從頭飾中伸出一根小小的避雷針以從天空中召喚雷電來使用「超霸雷霆」（然後在真人版中是利用她的腿）。有時她在進行攻擊之前，她會大喊：「我的守護木星，釀製暴風雨！呼喚密雲！帶下雷電吧！」。雖然她能引導這種力量（電力），但她不能對其影響免疫，並可以利用她的身體將電力集中於自殺行動中。在動畫系列中，其一次性攻擊有兩次升級：「超霸雷霆Dragon」及很久以後的「超級超霸雷霆」。
在第二輯故事中，Sailor Jupiter獲得「霹靂狂野雷波」，那是涉及球狀閃電組成的攻擊，漫畫和《美少女戰士Crystal》第三期動畫中—「木星椰子旋風」，成為她的主要攻擊。當她在動畫中獲得第二種戰士方式（超級Sailor Jupiter）時，她獲得了一個特殊武器—一個橡樹葉的花環，在漫畫中被描述為「雷電的象徵」。它在她的頭髮裡出現，並讓她能夠使用「木星進化電光波」。
在第五輯《劇場版美少女戰士Cosmos》故事中。Sailor Jupiter的主要攻擊同樣是「木星進化電光波」，但因為已進化為永恆Sailor Jupiter的關係，技能在力量方面都有所增強。在劇場版前篇，因為星野光在天台的歌聲引來了銀河之影的水手鋁海妖襲擊，木野真琴跟水野亞美為了保護阿兔趕去救場，卻因一時大意被水手鋁海妖用頭髮纏住了，繼而奪去了水手水晶。最後在後篇情節中，嘉拉西亞利用奪回來的水手水晶來製造一模一樣的人偶，全部戴上手鐲受控制於嘉拉西亞。其中邪惡版永恆Sailor Jupiter的攻擊改為「木星進化星際電光波」。
Sailor Jupiter的耳環中那朵大型粉紅玫瑰，偶爾會變得很重要。她在變身前後都會戴著它，在她需要時可變作射彈武器。當在漫畫中她跟月野兔第一次見面時，阿兔認為她有一種很香的玫瑰香氣，在動畫的後期，她想起了地場衛，見到他們倆使她從暫時的記憶喪失中恢復過來。更重要的是，木星水晶與橡樹葉於漫畫中的出現，前者是木野真琴的的水手水晶（Sailor Crystal），這些物品都是她所有力量的泉源，並在《劇場版美少女戰士Eternal》其中一幕變得尤為重要。當她被亞瑪遜四重奏的惡夢困住，在惡夢中不斷質疑自己身為美少女戰士的身份，繼續當戰士，是不是就永遠不能實現自己開花店或蛋糕店的夢想，一蹶不振的她就直接昏倒過去。在昏迷其間，被自己的分身打醒了，指責真琴連你自己都要放棄的時候，還有誰去保護大家保護阿兔。突然又想起天王遙對她說過的一番話：「真琴，你要記住喔，軟弱是自己最大的敵人！」之後真琴立刻重新振作，利用新變身帶來的力量去對抗敵人。在真人版中，她經常使用一種未命名的電擊力量，並由阿提密斯那裡得到一個鈴鼓般的武器，「水手之星鈴鼓（Sailor Star Tambo）」在最後一集裡，鈴鼓變成一把騎槍。

### 變身力量
| 第1階段                                                                          |  | Jupiter Power, Make up!         | 木星力量，變身！     |
| 第2階段                                                                          |  | Jupiter Star Power, Make Up!    | 木星星光力量，變身！ |
| 第3階段                                                                          |  | Jupiter Planet Power, Make Up!  | 木星行星力量，變身！ |
| 第4階段                                                                          |  | Jupiter Crystal Power, Make Up! | 木星水晶力量，變身！ |
| 動畫版                                                                           |  |                                 |                      |
| 第1階段                                                                          |  | Jupiter Power, Make up!         | 木星力量，變身！     |
| 第2階段                                                                          |  | Jupiter Star Power, Make Up!    | 木星星光力量，變身！ |
| 第3階段                                                                          |  | Jupiter Crystal Power, Make Up! | 木星水晶力量，變身！ |
| 真人版                                                                           |  |                                 |                      |
|                                                                                  |  | Jupiter Power, Make up!         | 木星力量，變身！     |
| Crystal動畫版                                                                    |  |                                 |                      |
| 第1階段                                                                          |  | Jupiter Power, Make up!         | 木星力量，變身！     |
| 第2階段                                                                          |  | Jupiter Star Power, Make Up!    | 木星星光力量，變身！ |
| 第3階段                                                                          |  | Jupiter Planet Power, Make Up!  | 木星行星力量，變身！ |
| Eternal劇場版                                                                    |  |                                 |                      |
| 最終階段                                                                         |  | Jupiter Crystal Power, Make Up! | 木星水晶力量，變身！ |
| Cosmos劇場版                                                                     |  |                                 |                      |
| 最終階段                                                                         |  | Jupiter Crystal Power, Make Up! | 木星水晶力量，變身！ |
| 木野真琴Sailor Jupiter會於《劇場版美少女戰士Cosmos》中變身為永恆Sailor Jupiter。 |  |                                 |                      |

### 必殺技

#### 動畫版
| 90年代動畫版 | 90年代動畫版                                          | 90年代動畫版                              | 90年代動畫版                              | 90年代動畫版          | 90年代動畫版   | 90年代動畫版           | 90年代動畫版 |
| 初次出現集數 | 日文原版                                              | 英語 (Viz版本)                            | 台灣翻譯 (華視)                           | 台灣翻譯 (MOMO親子台) | 香港翻譯 (TVB) | 大陆翻译               |              |
| --- | ----------------------------------------------------- | ----------------------------------------- | ----------------------------------------- | --------------------- | -------------- | ---------------------- | ------------ |
| 25 | シュープリーム・サンダー                              | Supreme Thunder                           | 至尊聖雷 終極雷電 木星閃電 丘比特雷電     | 至尊聖雷              | 超霸雷霆       | 超级雷鸣 天雷，放！    |              |
| 雙手呈蘭花指的姿勢在臉前交叉，並閉目念道：“我的守護星木星啊！刮起風暴，喚出烏雲，降下雷電吧！”，随即頭冠的寶石向上伸出一根避雷針，避雷針開始放電從上空的雷雲中引來強力的雷電後對着目標釋放出去，將其擊破。 |                                                       |                                           |                                           |                       |                |                        |              |
| 55 | シュープリーム・サンダー・ドラゴン                    | Supreme Thunder Dragon                    | 丘比特恐龍雷電                            | 至尊飛龍聖雷          | 超霸雷霆Dragon | 木星威力，升级！電龙！ |              |
| 至尊聖雷的升級版。將釋放出的電擊化作巨大的雷龍，直接以衝刺的方式咆哮着飛向敵方上空的位置，然後快速俯衝下去吞噬敵人，讓敵人長時間地在觸電中負傷。 |                                                       |                                           |                                           |                       |                |                        |              |
| 65 | スパークリング・ワイド・プレッシャー                  | Sparkling Wide Pressure                   | 發泡火花·廣角壓力 超級廣域凍結壓力彈(VCD) | 霹靂猛烈電壓          | 霹靂狂野雷波   | 超级雷鸣，出擊！       |              |
| 玫瑰耳環和頭冠的避雷針共同放電，然後雙手合十將放出的電流集中在雙手之間，並將其壓縮成一個雷電能量球，用右手以投擲棒球的姿勢將能量球投射出去。 |                                                       |                                           |                                           |                       |                |                        |              |
| 147 | スーパー・シュープリーム・サンダー                    | Super Supreme Thunder                     | 超級丘比特雷電                            | 超級至尊聖雷          | Super超霸雷霆  |                        |              |
| 至尊聖雷的超級版。將空氣中的靜電向一點集中後轉化為猛烈的電擊將敵方發射的攻擊打破後又直奔敵方，使敵方觸電負傷。 |                                                       |                                           |                                           |                       |                |                        |              |
| 154 | ジュピター・オーク・エボリューション                  | Jupiter Oak Evolution                     | 丘比特橡樹進化雷電                        | 木星橡樹進化波        | 木星進化電光波 |                        |              |
| 右手手掌出現的木星符號發出叶脉形狀的電光，化作頭冠避雷針閃爍的綠色光線與圍繞身邊飛舞的綠葉，然後抱着雙手像溜冰一样原地旋转几圈，隨後高举双臂加速旋转使綠葉快速散去，避雷針的綠色光線立即收縮向着四面八方發射出綠色的叶形光彈炸飛敵人。 |                                                       |                                           |                                           |                       |                |                        |              |
| Crystal（新版動畫） |                                                       |                                           |                                           |                       |                |                        |              |
| 初次出現回數 | 日文原版                                              | 英語 (Viz版本)                            | 台灣翻譯 (台視HD)                         | 香港翻譯 (ViuTV)      |                |                        |              |
| 5 | フラワー・ハリケーン                                  | Flower Hurricane                          | 花舞颶風                                  | 旋風花舞              |                |                        |              |
| 手掌上出現的桃紅色玫瑰花瞬間化為花瓣散開，在玫瑰耳環發光後雙臂伸展開成一字型，無數的花瓣在空中快速飛舞，擾亂敵人的視線并能使敵人動彈不得。鋒利的花瓣帶有切割效果。 |                                                       |                                           |                                           |                       |                |                        |              |
| 5 | ジュピター・サンダーボルト                            | Jupiter Thunderbolt                       | 木星霹靂雷擊                              | 木星電光襲            |                |                        |              |
| 左右手握拳產生出電擊，并念道：“以木星之名召喚暴風，天降雷電！”隨後頭冠的寶石向上伸出一根避雷針，避雷針開始放電從上空引來強力的雷電後使左右手的電擊化為雷霆之矛向敵方投射出去，將其擊破。 |                                                       |                                           |                                           |                       |                |                        |              |
| 7 | シュープリーム・サンダー                              | Supreme Thunder                           | 超霸雷霆                                  | 超霸雷霆              |                |                        |              |
| 手指或手掌發射出绿色的电击攻击敌人。作為帶電體，也可以從全身釋放出電擊攻擊敵人。 |                                                       |                                           |                                           |                       |                |                        |              |
| 17 | スパークリング・ワイド・プレッシャー                  | Sparkling Wide Pressure                   | 霹靂猛烈電壓                              | 霹靂狂野雷波          |                |                        |              |
| 頭冠的避雷針釋放出綠色的電擊，将電擊從交叉的雙手中壓縮後對着敵人釋放出去。 第三期改成和舊版動畫同樣的招式，玫瑰耳環和頭冠的避雷針共同放電，左手高舉形成的雷電能量球，又換到右手直接以投擲棒球的姿勢將能量球投射出去攻擊敵人。 |                                                       |                                           |                                           |                       |                |                        |              |
| 27 | ジュピター・ココナッツ・サイクロン                    | Jupiter Coconut Cyclone                   | 木星椰子氣旋                              | 木星龍捲電光波        |                |                        |              |
| 頭冠的避雷針吸取大氣中的靜電，隨即雙手高舉着電光球使身體高速旋轉起來製造出塵捲風，然後雙手合握在一起將纏繞着塵捲風的巨大電光球給叩打出去攻擊敵人。電光球旋轉着衝向敵人，使敵人在電光閃擊中被消滅掉。 |                                                       |                                           |                                           |                       |                |                        |              |
| Eternal 劇場動畫版 |                                                       |                                           |                                           |                       |                |                        |              |
| | ジュピター・オーク・エボリューション                  | Jupiter Oak Evolution                     |                                           |                       |                |                        |              |
| 右手手掌出現的木星符號所發生的雷電化作心口針木星水晶的綠光，然後頭冠散發出綠色光線與圍繞身邊飛舞的綠葉共同踏着舞步原地旋轉起來，隨後綠葉散去，身體以高速旋轉的勢頭使月冠葉向着四面八方發射出綠色的能量光球炸飛敵人。 |                                                       |                                           |                                           |                       |                |                        |              |
| Cosmos 劇場動畫版 |                                                       |                                           |                                           |                       |                |                        |              |
| | ジュピター・オーク・エボリューション                  | Jupiter Oak Evolution                     |                                           |                       |                |                        |              |
| 心口針發出木星水晶的綠光，與圍繞身邊飛舞的綠葉共同踏着舞步原地旋轉起來，隨後綠葉散去，身體以高速旋轉的勢頭使月冠葉对着四面八方發射出綠色的能量光球炸飛敵人。 |                                                       |                                           |                                           |                       |                |                        |              |
| | ジュピター・オーク・エボリューション (ギャラクティカ) | Jupiter Oak Evolution (Galactica星際版本) |                                           |                       |                |                        |              |
| 邪惡版永恆Sailor Jupiter雙手戴上嘉拉西亞賜予的手鐲及受到其控制的技能。首先是心口針發出木星水晶的綠光，與圍繞身邊飛舞的綠葉共同踏着舞步原地旋轉起來，隨後綠葉散去，身體以高速旋轉的勢頭使月冠葉向着四面八方發射出綠色的能量光球炸飛Sailor Moon。 （註：Galactica星際版本其技能電波數量有明顯倍增及力量也有所增強）                               |                                                       |                                           |                                           |                       |                |                        |              |
| | ギャラクティカ・ゲイル                                | Galactica Gale                            |                                           |                       |                |                        |              |
| 邪惡版永恆Sailor Jupiter先跳到後方中央，待與火星，水星和金星合體後，跟發動超霸雷霆一樣，雙手呈蘭花指的姿勢在臉前交叉，繼而發出綠色強光，之後四人雙手向前置中，合力發動四色光波的組合技能，將力量集中起來朝向Sailor Moon攻擊。 （註：此技能只有邪惡版水手戰士使用，正版並沒有出現過）                                                            |                                                       |                                           |                                           |                       |                |                        |              |
| | ギャラクティカ・プラネット・アタック                  | Galactica Planet Attack                   |                                           |                       |                |                        |              |
| 邪惡版永恆Sailor Jupiter與其餘七位太陽系戰士以圍繞著Sailor Moon的姿態站著，八人抬起右手对准正前方作準備。首先一起高舉右手，然後同時睜開眼睛，雙手同樣以置中方式下，將八大行星力量集中起來的合體技能發動，最後由下到上升起一束彩虹色強光將Sailor Moon的翅膀跟權杖都打得粉碎。 （註：Galactica星際版本比起原版的Planet Attack更具破壞力和殺傷力） |                                                       |                                           |                                           |                       |                |                        |              |

#### 真人版
| 6 |        | Supreme Thunder     | 超霸雷霆          |
| 胸前的寶石發光後，單腿朝上頭朝下使身體呈1字型開始原地旋轉，在身體聚集了雷電的能量後，雙手從上空引來兩道強力的霹靂對着敵人釋放出去。 戰士之力覺醒時，两道霹靂打到敌人身上後會產生出一个巨大的放电球，並将敌人封锁在里面消灭掉。 |        |                     |                   |
| 8 |        | Flower Hurricane    | 花舞颶風          |
| 舞動着散發出粉紅色光輝的雙手在頭上進行交差蓄力，然後身體旋轉一周後，以左手掌對着敵人發射出無數的粉紅色花瓣。每一次出招都被敵人破解。                                                                                           |        |                     |                   |
| 26 |        | Jupiter ThunderBolt | 木星電光襲        |
| 單手握着放電的水手之星鈴鼓以360度描出一個大圓後叩响一次，對着敌人發射出强力的绿色电击。 |        |                     |                   |
| 49 | (不詳) | (不詳)              | 星星武器 ─ 雷之鐮 |

#### 漫畫版
| シュープリーム・サンダー                                                                                       | Supreme Thunder                 | 擴散·閃電                      | 雷霆電極           | 电闪雷鸣                  |
| フラワー・ハリケーン                                                                                           | Flower Hurricane                | 花朵旋風                       | 花之風暴           | 百花风暴                  |
| スパークリング・ワイド・プレッシャー                                                                           | Sparkling Wide Pressure         | 火花廣域壓力                   | 電光擴散壓力波     | 超级能量！高压喷射！      |
| ジュピター・ココナッツ・サイクロン                                                                             | Jupiter Coconut Cyclone         | 木星·椰子·低氣壓 木星·淨化旋風 | 木星熱帶旋風       | 木星·椰林·旋风 木星闪烁   |
| ジュピター・オーク・エボリューション                                                                           | Jupiter Oak Evolution           | 木星·桂冠進化攻擊              | 木星電光奔雷炮     | 木星·栎叶·生发            |
| ジュピター・オーク・ギャラクティカ・エボリューション                                                           | Jupiter Oak Galactica Evolution | 木星！桂冠銀河之影·進化攻擊    | 木星電光星際奔雷炮 | 木星·栎叶·卡拉古提卡·生发 |
| 永恆Sailor Jupiter在嘉拉西亞的手鐲操控下的技能。                                                               |                                 |                                |                    |                           |
| ギャラクティカ・ゲイル                                                                                         | Galactica Gale                  | 銀河之影·暴風嵐                | 星際·狂風          | 卡拉古提卡·烈風           |
| 永恆Sailor Jupiter在嘉拉西亞的手鐲操控下，跟水星、火星及金星共同發出的合體技能。                               |                                 |                                |                    |                           |
| | Galactica Planet Attack         | 銀河之影·行星大攻擊            | 星際·行星攻擊      | 卡拉古提卡 行星·攻击      |
| 永恆Sailor Jupiter在嘉拉西亞的手鐲操控下，跟水星、火星、金星、天王星、海王星、土星及冥王星共同發出的合體技能。 |                                 |                                |                    |                           |

## 發展
木野真琴曾於《水手戰士V》原創提案的動畫中出現，她原本被命名為「Mamoru Chino」。作者武內直子確認這個角色最終成為木野真琴，並寫道其最初概念是完全不同的—真琴不僅硬朗，事實上是個女性幫派的頭目而且是個吸煙者。由於她的名字跟系列中男主角地場衛的名字相似，故改為木野真琴（Kino Makoto）。
Sailor Jupiter的制服就如其他戰士般完全獨特的，它採用搭扣，十分長的手套、藍色和黃色的點綴、薄薄的深粉紅色絲帶，還有一個通訊器的面板。武內直子後來對這些草圖感到驚訝，並表示她不記得把它們畫下來。她對動畫師的指示包括：木野真琴看起來應該是肌肉發達的說明，她指：「肌肉應該比平常更發達一點」。
在日本漢字中，真琴的姓氏被翻譯為木野，而她的名字為平假名—「まこと」，由於難於翻譯，其可能的含義包括「真實」、「忠誠」和「真誠」，故定名為「木野真琴」。然而，這名字是男女皆宜的名字，但通常會給男孩，但有時也會給女孩，所以在這裡使用突顯了木野真琴的調皮、放肆的性格。

## 聲演及演出
在日本電視動畫中，木野真琴的角色是由日語配音員篠原惠美聲演其原版系列（1990年代版本），而小清水亞美則聲演《Sailor Moon Crystal》及其後的系列。
不幸地，於2024年9月10日，篠原惠美所屬事務所81 Produce在官網發布的訃聞證實篠原於同月8號去世，因病療養期間醫治無效，享壽61歲，永眠於世。死訊一出立刻引來許多粉絲前往哀悼，感謝她多年來效力於配音界。而跟篠原同年同月同日出生，為愛野美奈子配音的日語配音員深見梨加亦立即發文悼念，分享了兩人一同慶生的昔日合照，並留言：「我最珍貴、親愛的朋友離開了我們。直到最後一刻，他都仍然充滿了活力與希望。我們還是同一天出生的。我會永遠、永遠的愛你。」
在《美少女戰士音樂劇》中，木野真琴分別由13位女演員飾演，分別為：かのこ、佐田真理惠（Noriko Kamiyama）、瑪麗薩達（Marie Sada）、稻吉貴子（Takako Inayoshi）、佐藤惠美香（Emika Satoh）、利根川朱里（Akari Tonegawa）、大山千穗（Chiho Oyama）(其親姊安沙首先飾演月野兔)、栗山繪美（Emi Kuriyama）、林百合子（Yuriko Hayashi）、杉本文乃（Ayano Sugimoto）、坂田香里（Kaori Sakata）、葉野喜和子（Karina Okada）、渡邊舞（Mai Watanabe）、高橋優、楓、能條愛未（Ami Noujo）、梅澤水美（Minami Umezawa）、尾花姫英（Kie Obana）、松崎十月（Kanna Matsuzaki）及 山崎志緒（Shio Yamazaki）；電視真人版本則由安座間美優飾演。

## 評價
在1992年，《美少女戰士》的官方角色人氣民意調查把木野真琴與Sailor Jupiter分作兩個獨立的個體。讀者從38個最受歡迎角色選擇中，她們的排名分別是第11位及第5位。一年後，在50個選擇中，Sailor Jupiter的排名下降至第11位，而木野真琴則排名第12位。1994年，讀者從51個選擇中投選，Sailor Jupiter是第17位，而木野真琴是第18位。在1996年初，從51個選擇當中，讀者投選的木野真琴排名第23位，而Sailor Jupiter排名第27位。
《美少女戰士》曾推出一套五本書的系列，Sailor Moon及每名水手服戰士都各自有一本，木野真琴的那本書在1996年推出。此書後來由TOKYOPOP翻譯成為英語。